# Tottebogölen
Tottebogölen är en sjö i Gislaveds kommun i Småland och ingår i Lagans huvudavrinningsområde.